# Кизилагаський сільський округ (Аккулинський район)
Кизилага́ський сільський округ (каз. Қызылағаш ауылдық округі, рос. Кызылагашский сельский округ) — адміністративна одиниця у складі Аккулинського району Павлодарської області Казахстану. Адміністративний центр та єдиний населений пункт — село Бескарагай.
Населення — 522 особи (2021; 821 у 2009, 1386 у 1999, 2177 у 1989).
Станом на 1989 рік існувала Кизилагаська сільська рада (села Бескарагай, Підпуск, селища Байкадам, Донгелек, Жанабаза, Теренкудук). Село Підпуск було ліквідоване 2005 року.

## Склад
До складу округу входять такі населені пункти:
| Населений пункт    | Старі назви | Населення, осіб (1989) | Населення, осіб (1999) | Населення, осіб (2009) | Населення, осіб (2021) |
| ------------------ | ----------- | ---------------------- | ---------------------- | ---------------------- | ---------------------- |
| Байкадам, селище   | -           | 16                     | -                      | -                      | -                      |
| Бескарагай, село   | -           | 1705                   | 1278                   | 821                    | 522                    |
| Донгелек, селище   | -           | 35                     | -                      | -                      | -                      |
| Жанабаза, селище   | -           | 23                     | -                      | -                      | -                      |
| Підпуск, село      | -           | 349                    | 108                    | -                      | -                      |
| Теренкудук, селище | -           | 49                     | -                      | -                      | -                      |